# Заліська Ольга Миколаївна
Заліська Ольга Миколаївна (нар. 17 лютого 1971 у місті Львів) — український науковець в галузі організації і економіки фармації, фармакоекономіки, доктор фармацевтичних наук, професор, завідувач (з 2012) кафедри організації і економіки фармації, технології ліків та фармакоекономіки факультету післядипломної освіти  Львівського національного медичного університету імені Данила Галицького.
Засновник і Голова Українського відділу Міжнародного товариства фармакоекономічних досліджень  ISPOR (2008—2017); Керівник Українського студентського товариства ISPOR (з 2011).

## Біографія
Асистент кафедри організації і економіки фармації з курсом технології ліків факультету післядипломної освіти (1994), кандидат фармацевтичних наук (1997), старший викладач (2000), доцент (2002), доктор фармацевтичних наук (січень 2004), професор (з 2004), завідувач кафедри (з 2012).
Член редакційних колегій журналів «Фармацевтичний журнал», «Фармацевтичний Часопис», «Соціальна фармація в охороні здоров'я», Journal of Health Policy and Outcomes Research — JHPOR (Poland).

## Напрями наукових досліджень
опрацювання теоретичних основ і практичне впровадження дисципліни «фармакоекономіка» на до- і післядипломному навчанні провізорів, розробка нових методик фармакоекономічного аналізу лікарських засобів, оцінки медичних технологій при лікуванні цукрового діабету, туберкульозу, онкологічних, бронхолегеневих, гінекологічних, урологічних захворювань, раціональне використання ліків при вагітності, у педіатрії, при лікуванні коронавірусної інфекції, дерматологічних захворювань.

## Наукові здобутки
Автор 845 наукових та навчально-методичних праць, серед яких, вперше виданы вперше в  Україні навчальний посібник  "Фармакоекономіка. у 2 ч. (2000), 5 типових навчальних програм «Фармакоекономіка» (2001, 2003, 2007, 2009), навчальний посібник «Основи фармакоекономіки» (2002), підручник «Фармакоекономіка» (2007), навчальний посібник для післядипломної освіти "Фармакоекономіка",  навчальний посібник «Фармакоекономіка та раціональне використання ліків» (2014), 11 методичних рекомендацій. Підготувала 1 доктора наук (захист в Університеті ім. Еразма Роттердамського, Нідерланди, 2015) та 7 кандидатів наук і 2 доктора філософії PhD.

## Основні праці
- Оптимізація лікарського забезпечення урологічних хворих у стаціонарі (канд. дис.). — Львів, 1997;
- Теоретичні основи та практичне використання фармакоекономіки в Україні (докт. дис.). — Львів, 2004;
- Фармакоекономіка (навч. програма). — К., 2001; 2003; 2007; 2009; 2016; 2017;
- Використання методів фармамакоекономічної оцінки лікарських засобів в Україні: Методичні рекомендації. — К., 2001;
- Основи фармакоекономіки: Навч. посібник. — Львів, 2002; 368 с.
- Формування і розвиток методології фармакоекономіки як науки // Фармацевтичний журнал — 2005. — № 2;
- Фармакоекономіка: Підручник. — Львів, 2007;
- Фармакоекономіка та раціональне використання ліків.- Львів, 2014;
- Zaliska O. The cost-effectivenss analysis of celecoxib and NSAIDs with gastroprotective agents for treatment of rheumatoid artritis in Ukraine. Value in Health. 2002. ISPOR European Congress.
- Development of education on Pharmacoeconomics in Ukraine.JHPOR, 2013 N 1. (співавт.);
- Impact of hypoglycemia on daily life of type 2 diabetes patients in Ukraine. Journal of Multidisciplinary Healthcare. 2013
- Pharmaceutical system in Ukraine: current and prospective issues. JHPOR, 2015, N 2 (співавт.);
- Cost comparison of treating chronic hepatitis C genotype one with pegylated interferons in Ukraine. Open Medicine.Vol.10:Is.1,(співавт.);
- Pharmaceutical system in Ukraine: Implementation of external reference pricing, reimbursement programs and health technology assessment.Pharmacia.2018.N2 (співавт.)